# Soluppgång

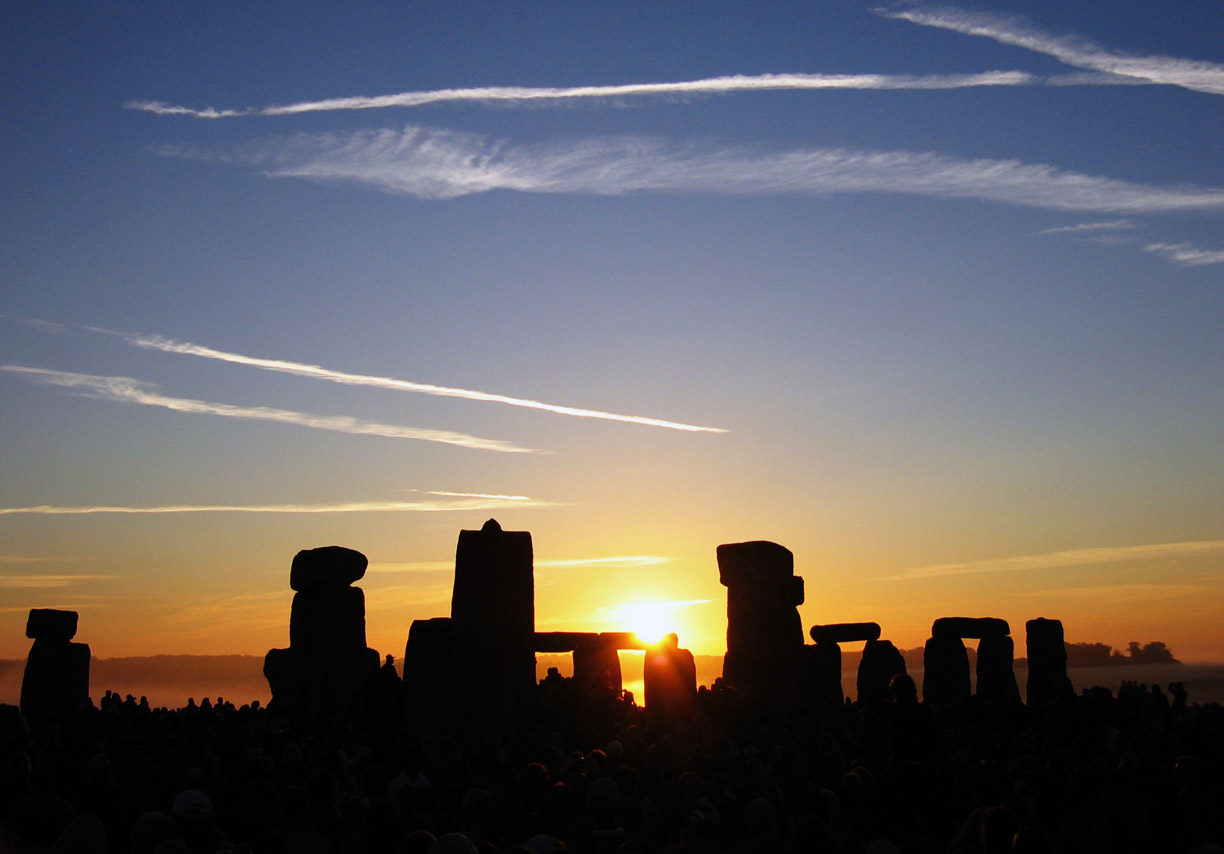
Soluppgång vid Stonehenge

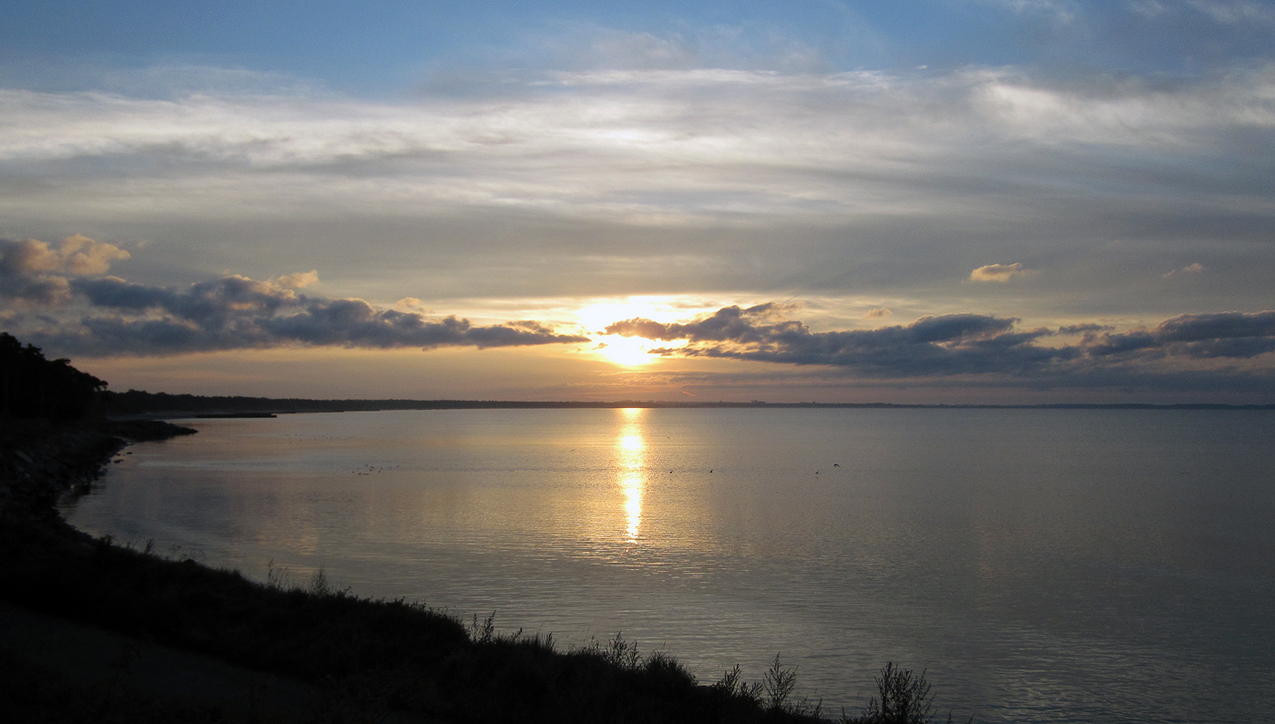
Soluppgång över Ingelstorps ängar, sett från Ystad 15 augusti 2012.

Soluppgång inträffar när man, från en planet eller annan himlakropp i omloppsbana runt solen, ser solen sakta gå upp över horisonten.
SMHI definierar soluppgång som den tidpunkt då solens skenbara övre rand passerar horisonten. Solstrålarna bryts i luftlagren genom refraktion och viker av mot jordytan vilket innebär att solen rent geometriskt fortfarande befinner sig under horisonten. I södra Sverige betyder refraktionen att soluppgången tidigareläggs med cirka 10 minuter.
Uppgifterna i 'Den Svenska Almanackan' fram till och med 2013 beräknades efter solens mittpunkt, dvs soluppgången angavs som den tidpunkt då solens skenbara mittpunkt passerar horisonten. Från och med almanackan för 2014 använder även 'Den Svenska Almanackan' solens övre rand. 